# Micromyces zygogonii
Micromyces zygogonii är en svampart som beskrevs av P.A. Dang. 1889. Micromyces zygogonii ingår i släktet Micromyces och familjen Synchytriaceae.   Inga underarter finns listade i Catalogue of Life.